# Пальм, Август
Август Пальм (швед. August Palm; 5 февраля 1849 — 14 марта 1922) — шведский социалист, портной по профессии. Известный как «Мастер Пальм» (Mäster Palm). В 1882—1890 годах издавал газеты. Был одним из первых популяризаторов марксизма в Швеции. Основатель (наряду с Брантингом и другими деятелями) Социал-демократической партии Швеции 1889.

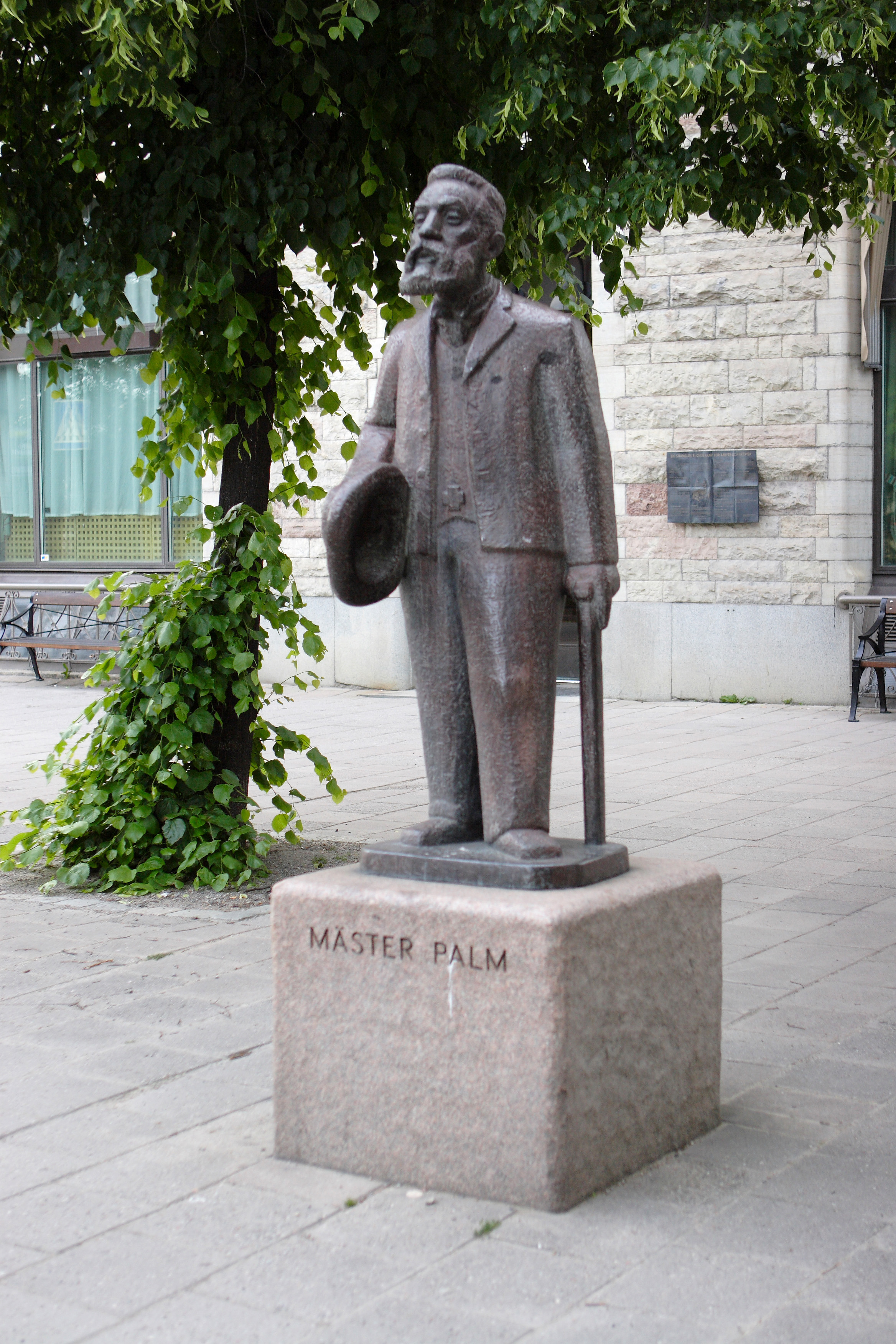
Памятник Мастеру Пальму в Стокгольме